# Рид, Фил
Филипп Уильям Рид (англ. Phillip William Read; 1 января 1939, Лутон, Бедфордшир — 6 октября 2022, Кентербери, Юго-Восточная Англия) — британский мотогонщик, семикратный чемпион мира по шоссейно-кольцевым мотогонкам MotoGP, кавалер Ордена Британской империи. Первый спортсмен, который выиграл чемпионат мира в трёх классах: 125cc, 250cc и 500cc. Выиграл первый чемпионат мира на мотоцикле Yamaha и последний на MV Agusta. За период 16-летней успешной гоночной карьеры боролся с другими выдающимися гонщиками, такими как Джакомо Агостини, Майк Хэйлвуд и Барри Шин.

## Биография
Родился 1 января 1939 года в Лутоне, Англия.
В 1964 году впервые получил титул чемпиона мира для Yamaha, выиграв соревнования в классе 250cc. В следующем сезоне повторил это достижение, став чемпионом мира во второй раз.
В 1966 году Yamaha представила новый четырёхцилиндровый двигатель для мотоцикла класса 250cc. Из-за проблем с новым двигателем Род уступил короной чемпиона «Майку-Байку» Гейлвуду. В 1967 году снова боролся с Гейлвудом на его шестицилиндровой Honda в течение всего чемпионата. Хотя они набрали одинаковое количество очков, победителем стал Гейлвуд за наличие пяти побед в гонках сезона против четырёх у Рида.
Сезон 1968 года оказался противоречивыми. Команда Yamaha хотела, чтобы её гонщики поделили между собой победы в двух классах: Род должен был стать чемпионом в классе 125cc, тогда как его напарник Билл Айви должен был победить в классе 250cc. После победы в категории 125cc, Род решил бороться с Айви за титул класса 250cc. Они закончили сезон с одинаковым количеством очков, но победителем был признан Фил в результате сравнения общего времени, которые спортсмены показали в четырёх гонках. Это пренебрежение к команде дорого стоила Роду — японцы прекратили с ним любые деловые отношения.
Большую часть сезонов 1969 и 1970 годов не принимал участия в соревнованиях, лишь изредка выступая на частном мотоцикле Yamaha.
В сезоне 1971 года вернулся в чемпионат, выступая на модифицированном мотоцикле Yamaha как частный гонщик, без поддержки завода. На этом мотоцикле получил пятый титул чемпиона мира и стал на тот момент единственным человеком, выигравшим чемпионат мира в составе частной команды.
В 1972 году ему предложили выступать за команду MV Agusta, где его коллегой по команде стал Джакомо Агостини, и в 1973 году Фил стал чемпионом мира в классе 500cc. На следующий сезон Агостини перебрался в команду Yamaha и стал непримиримым соперником британца, что не помешало Риду успешно защитить свой титул. Этот сезон стал последним в MotoGP для легендарной итальянской марки. Это был также последний титул, добытый с четырёхтактным двигателем, до появления класса MotoGP в 2002 году.
В чемпионате 1975 года Род боролся с Джакомо Агостини в классе 500cc, но занял второе место. Понимая, что эра четырёхтактных машин закончилась, Фил покинул итальянскую команду в сезоне 1976 года он выступал на частном Suzuki. Завоевав два подиума в трёх гонках сезона, Фил снялся с чемпионата во время Гран-При Бельгии и завершил свою карьеру в MotoGP. Вечером после квалификации, на которой он обеспечил себе вторую стартовую позицию, Фил вместе с женой Мадлен сел в свой Rolls-Royce Silver Shadow и уехал в Англию. Причины его поступка остались неизвестными, но тогда ходили слухи, что он это сделал после ссоры с женой. Почти через 40 лет Род опроверг эту информацию, объяснив прекращение выступлений банкротством его главного спонсора, итальянской компании производителя шлемов, и невозможностью удержания пятерых механиков для дальнейших выступлений.
Его последняя гонка состоялась на острове Мэн в 1982 году в возрасте 43 лет.
В 2002 году Международная мотоциклетная федерация признала Фила Рида «легендой» MotoGP.
Кроме выступлений в MotoGP, также принимал участие в гонках на выносливость. Он ездил на Honda в 24-часовой гонке Bol d’or в Ле-Мане, а также принимал участие в 8-часовой гонке в Thruxton.
Скончался 6 октября 2022 года